# Royal Dublin Society
La Royal Dublin Society, coneguda per l'abreviatura RDS, o, en gaèlic irlandès, Cumann Ríoga Bhaile Átha Cliath (CRBÁC), és una societat científica irlandesa fundada el 1731 per promoure i desenvolupar l'agricultura, les arts, la indústria i la ciència a Irlanda. La seva seu central es troba a Ballsbridge, al sud de Dublín.
Fou fundada originalment per membres de la Dublin Philosophical Society per millorar l'agricultura, la indústria, les arts i les ciències. El 1820 el rei Jordi IV esdevingué el padrí de la societat i rebé el títol de Reial. El 1879, la societat comprà la seva seu actual a Ballsbridge, que des de llavors ha crescut de sis a setze hectàrees. Les seves instal·lacions alberguen diverses sales d'exposicions, situades al vestíbul principal ("RDS Main Hall"), un estadi (el "RDS Arena"), sales de reunions, bars, restaurants i un pavelló annex anomenat "Simmoncourt RDS".